# Vlag van Nieuwerkerken
De vlag van Nieuwerkerken werd door de gemeenteraad op 23 mei 1985 officieel vastgesteld als de gemeentelijke vlag van de Belgisch Limburgse gemeente Nieuwerkerken. Op 1 juli 1985 werd hij door het Bestuur van Vlaanderen bevestigd en uiteindelijk gepubliceerd op 8 juli 1986 in het officiële Belgisch Staatsblad.
Officieel wordt de vlag beschreven als:
Tien even hoge banen van geel en van rood, met een rode broekingdriehoek beladen met een gele krul van een bisschopsstaf
De gele en rode banen zijn ontleend aan het wapen van het graafschap Loon, terwijl de staf het kapittel Lambertus van Maastricht in Luik voorstelt.

Het wapen van Loon.
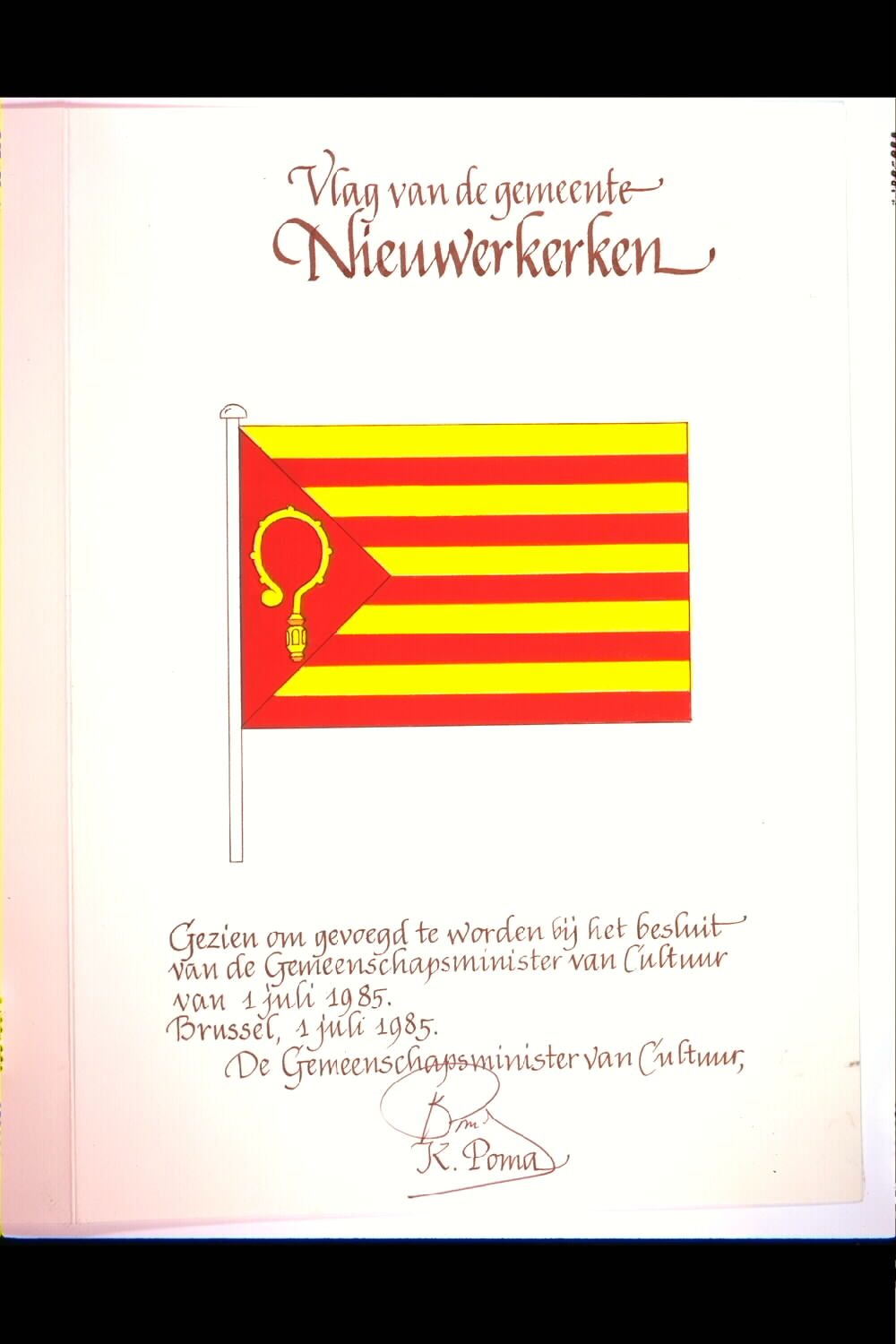
Ontwerp vlag getekend door Karel Poma